# Asesino
Asesino ist eine US-amerikanische Deathgrind-Band aus Los Angeles, Kalifornien, die im Jahr 2002 gegründet wurde.

## Geschichte
Die Band wurde im Jahr 2002 von Gitarrist Dino „Asesino“ Cazares und Schlagzeuger Raymond „Greñudo“ Herrera gegründet. Als Sänger und Bassist kam Tony „Maldito“ Campos zur Besetzung. Im selben Jahr erschien das Debütalbum Corridos de Muerte über Koolarrow Records. Danach verließ Herrera die Band und wurde durch Emilio „El Sadistico“ Marquez ersetzt. Es folgten Auftritte zusammen mit Static-X, American Head Charge und Bloodsimple im Juni 2005. Im selben Jahr war Campos außerdem auf dem Album Day of the Dead von Dia de los Muertos zu hören. Ende Oktober folgte eine Tour durch Kalifornien zusammen mit Chimaira, Behemoth, Himsa und Mortiis. Im Jahr 2007 folgte das zweite Album Cristo Satánico über Via Odio Records. Als Gäste waren auf dem Album Andreas Kisser (Sepultura), auf dem Album als „Sepulculo“ bezeichnet, und Jamey Jasta (Hatebreed, Kingdom of Sorrow) zu hören.

## Stil
Die Band spielt eine aggressive Mischung aus Death Metal und Grindcore, wobei auch vereinzelt Elemente aus dem Melodic Death Metal und Groove Metal verarbeitet werden.

## Diskografie
- 2002: Corridos de Muerte (Album, Koolarrow Records)
- 2006: Live (DVD, Helvete Records)
- 2006: Cristo Satánico (Album, Via Odio Records)